# 哥倫比亞特區國民警衛隊
哥倫比亞特區國民警衛隊（英語：District of Columbia National Guard）是由哥倫比亞特區陸軍國民警衛隊和哥倫比亞特區空軍國民警衛隊共同組成的武裝力量，哥倫比亞特區國民警衛隊是唯一肩負保護聯邦政府使命的地方民兵，美國總統為總司令，指揮權由國防部長行使，國防部長已將其指揮權授予陸軍部長（負責哥倫比亞特區陸軍國民警衛隊）和空軍部長（負責哥倫比亞特區空軍國民警衛隊）。哥倫比亞特區國民警衛隊不直接受轄於華盛頓特區政府，但華盛頓特區市長可以向總司令請求協助執法和鎮壓叛亂。哥倫比亞特區國民兵成員多來自華盛頓特區、馬里蘭州和維吉尼亞州。

## 組織
- 哥倫比亞特區陸軍國民警衛隊
  - 多機構增強司令部（英语：Mobilization Augmentation Command）
  - 第74部隊司令部（英语：74th Troop Command (United States)）
    - 第372憲兵營

  - 第257軍樂隊（英语：257th Army Band）
- 哥倫比亞特區空軍國民警衛隊
  - 第113聯隊

## 歷史
哥倫比亞特區國民警衛隊是美國總統湯馬斯·傑弗遜推動建立，作為第一位在華盛頓哥倫比亞特區任職的總統，當時特區最接近的兩個民兵部隊指揮官都是屬於傑弗遜總統的敵對政黨成員，而極少數的正規軍大多待在邊境，如果發生政治衝突，叛亂民兵可以向國會大廈進軍並推翻聯邦政府。傑弗遜總統認為，如果一位將領的意志可以阻止立法機構執行人民的意志，美國民主的脆弱性就會受到威脅。為了防止這種情況，哥倫比亞特區的民兵組織在1802年成立。

### 九一一事件
2001年9月11日上午，空軍國民警衛隊第113聯隊的一名值班軍官接到美國特勤局的電話，聯合航空93號班機遭到劫持，第113聯隊緊急起飛F-16戰鬥機，在華盛頓特區上空建立戰鬥空中巡邏隊，由於沒有時間為戰鬥機裝上飛彈，因此每架戰鬥機只攜帶500發訓練子彈。
陸軍國民警衛隊直升機飛行員從戴維森陸軍機場飛往五角大樓襲擊現場，將傷者運送到華特·里德國家軍事醫療中心，並將醫護人員運送至五角大廈。往後幾天，陸軍國民警衛隊的600名士兵被動員到城市各處，包括國會大廈，成為第一支為全球反恐戰爭動員的國民兵部隊。

## 總統就職典禮
華盛頓特區警衛隊參與就職典禮的歷史最早是1860年，當時亞伯拉罕·林肯的當選引發幾個南方州脫離聯邦，在總統的第一次就職典禮上，陸軍司令溫菲爾德·史考特中將命令華盛頓民兵保護新任總統免受傷害，由民兵守衛遊行路線，工兵在新任總統前方開路，騎兵與總統並肩騎行防範狙擊，抵達白宮後，新任總統總統第一次接受華盛頓民兵的敬禮，就職典禮傳統就此誕生。由於現役陸軍和空軍無法擔任維安角色，這使得國民警衛隊成為華盛頓特區舉辦就職典禮等大型活動的重要安全力量。2009年，華盛頓特區國民警衛隊指揮一萬名國民警衛隊人員保衛史上最大規模的就職典禮。